# 吴文光 (导演)
吴文光（1956年—），云南省昆明市人，毕业于云南大学，为导演、作家。

## 生平
1956年，吴文光出生在云南省昆明市。文化大革命爆发后，知识青年上山下乡，他在乡下当农民。1978年，高考恢复，吴文光考入云南大学，大学毕业后，在各地当老师。1985年，吴文光担任昆明电视台的记者。1980年代末期，吴文光搬迁到北京市。

## 作品

### 书籍
- 《1966，革命现场》[3]
- 《流浪北京》[3]
- 《江湖报告》[3]

### 电影
- 《流浪北京：最后的梦想者》1990
- 《我的1966》1993
- 《四海为家》1995
- 《江湖》1999
- 《日记，1998.12.11， 雪》1999
- 《和民工跳舞》2001
- 《你的名字叫外地人》2003
- 《操他妈的电影》2005
- 《亮出你的家伙》2010
- 《治疗》2010
- 《因为饥饿：吴日记》2013
- 《调查父亲》2016
- 《之间》2017
- 《挣扎》2018